# Grallaricula loricata
Grallaricula loricata е вид птица от семейство Grallariidae. Видът е почти застрашен от изчезване.

## Разпространение
Видът е разпространен във Венецуела.